# Baileychlore
Le baileychlore est un minéral de la famille des silicates, qui appartient au groupe des chlorites. Le baileychlore a été nommé en 1988 par Audrey C. Rule et Frank Radke en l'honneur du professeur Sturges William Bailey (de), spécialiste en phyllosilicates de l'université du Wisconsin (États-Unis). Le suffixe -chlore est dû à l'appartenance du minéral au groupe des chlorites.

## Caractéristiques
Le baileychlore est un silicate de formule chimique (Zn,Fe,Al,Mg)6((Si,Al)4O10)(OH)8 (avec le zinc en coordination octaédrique). Il cristallise dans le système triclinique. Sa dureté sur l'échelle de Mohs est de 2,5 à 3.

## Classification
Selon la classification de Nickel-Strunz, le baileychlore appartient à "09.EC - Phyllosilicates avec des feuillets de mica, composés de réseaux tétraédriques et octaédriques", avec les minéraux suivants du groupe 09.EC.55 :
| Minéral            | Formule                                | Groupe ponctuel                 | Groupe d'espace |
| ------------------ | -------------------------------------- | ------------------------------- | --------------- |
| Baileychlore       | (Zn,Al)3[Fe2Al][Si3AlO10](OH)8         | 1 ou 1                          | C1 ou C1        |
| Borocookéite       | Li1+3xAl4-x(BSi3)O10(OH,F)8 (x ≤ 0,33) | 2/m                             | C2/m            |
| Chamosite          | (Fe,Mg,Fe)5Al(Si3Al)O10(OH,O)8         | 2/m                             | C2/m            |
| Clinochlore        | (Mg,Fe)5Al(Si3Al)O10(OH)8              | 2/m                             | C2/m            |
| Cookéite           | LiAl4(Si3Al)O10(OH)8                   | 1, 2 ou 2/m                     | C1, C2 ou Cc    |
| Donbassite         | Al2[Al2,33][Si3AlO10](OH)8             | 2/m                             | C2/m            |
| Franklinfurnacéite | Ca(Fe,Al)Mn4Zn2Si2O10(OH)8             | 2                               | C2              |
| Glagolevite        | NaMg6[Si3AlO10](OH,O)8·H2O             | 1                               | C1              |
| Gonyérite          | Mn3[Mn3Fe][(Si,Fe)4O10](OH,O)8         | orthorhombique pseudo-hexagonal | inconnu         |
| Nimite             | (Ni,Mg,Fe)5Al(Si3Al)O10(OH)8           | 2/m                             | C2/m            |
| Odinite            | (Fe,Mg,Al,Fe,Ti,Mn)2,5(Si,Al)2O5(OH)4  | m                               | Cm              |
| Orthochamosite     | (Fe,Mg,Fe)5Al(Si3Al)O10(OH,O)8         | orthorhombique pseudo-hexagonal | inconnu         |
| Pennantite         | Mn5Al(Si3Al)O10(OH)8                   | 2/m                             | C2/m            |
| Sudoïte            | Mg2(Al,Fe)3Si3AlO10(OH)8               | 2/m                             | C2/m            |

## Formation et gisements
Le baileychlore a été décrit sur tous les continents à l'exception de l'Antarctique et de l'Asie. Il a été décrit à l'origine dans le dépôt "Red Dome" de Chillagoe, district de Chillagoe-Herberton, région des Tablelands (Queensland, Australie). Il est généralement associé à l'andésine, au grenat, à la vésuvianite, à la chamosite, à la goethite, à l'hématite, à la chalcocite, au cuivre natif, à la malachite et à la calcite. En Catalogne, il a été décrit dans un affleurement de conglomérats dans la commune de Prullans, près du tunnel et du château de Sant Martí dels Castells (ca),,.